# Centrolimnesia bondi
Centrolimnesia bondi är en kvalsterart som beskrevs av Lundblad 1935. Centrolimnesia bondi ingår i släktet Centrolimnesia och familjen Limnesiidae. Inga underarter finns listade i Catalogue of Life.